# Herz Jesu (Zürich-Oerlikon)

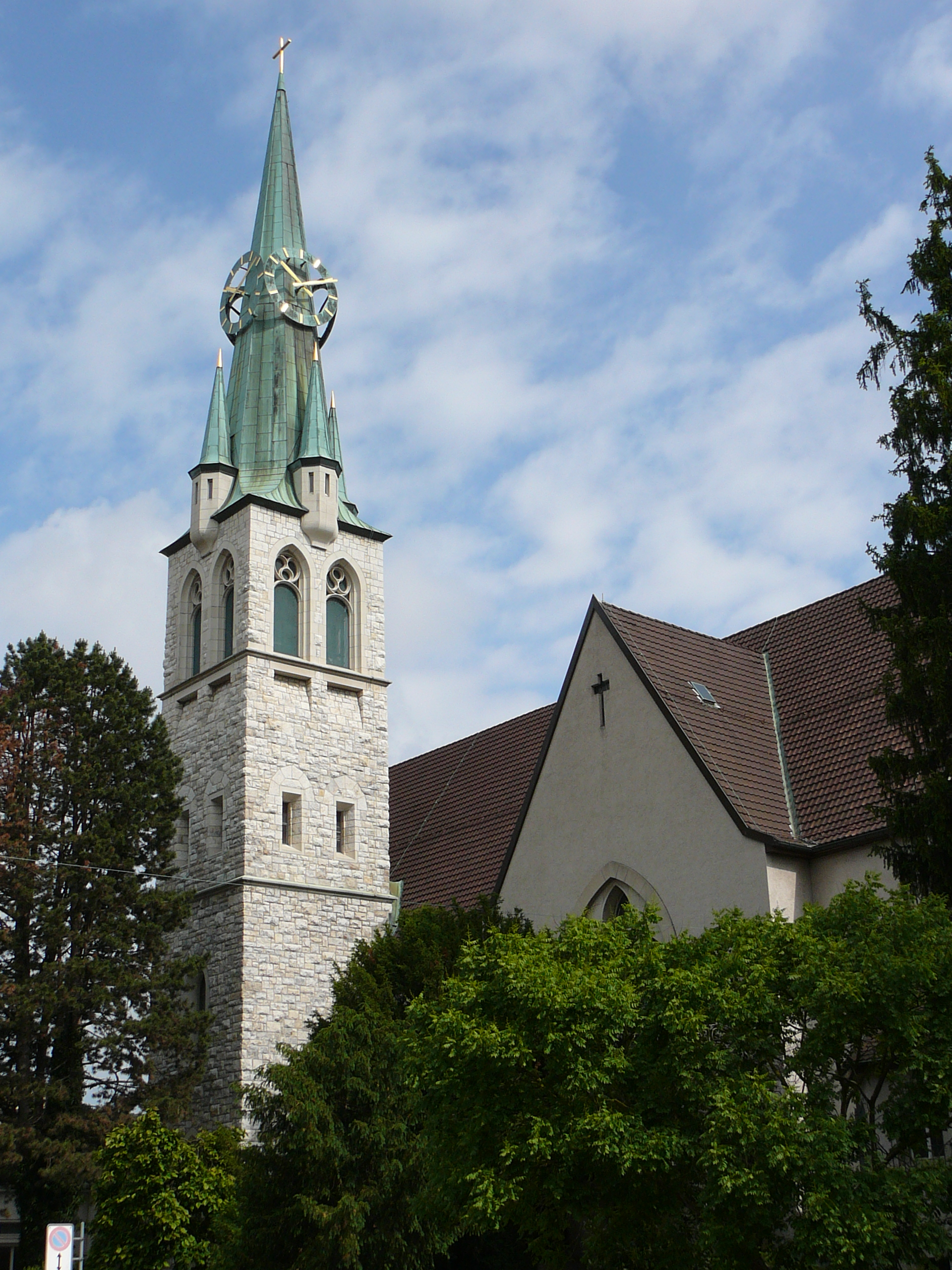
Kirche Herz Jesu Oerlikon, Aussenansicht

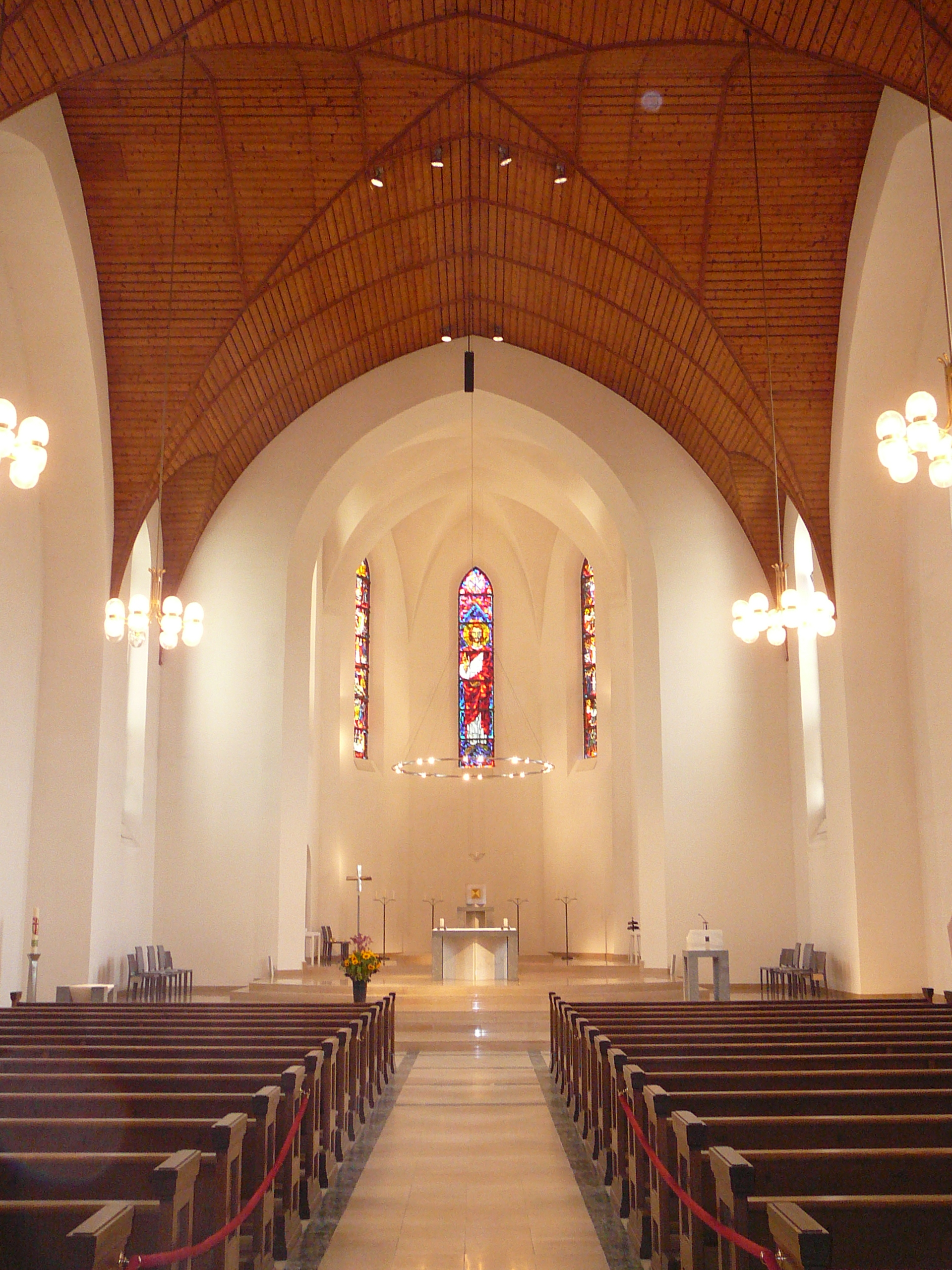
Blick zum Altarraum

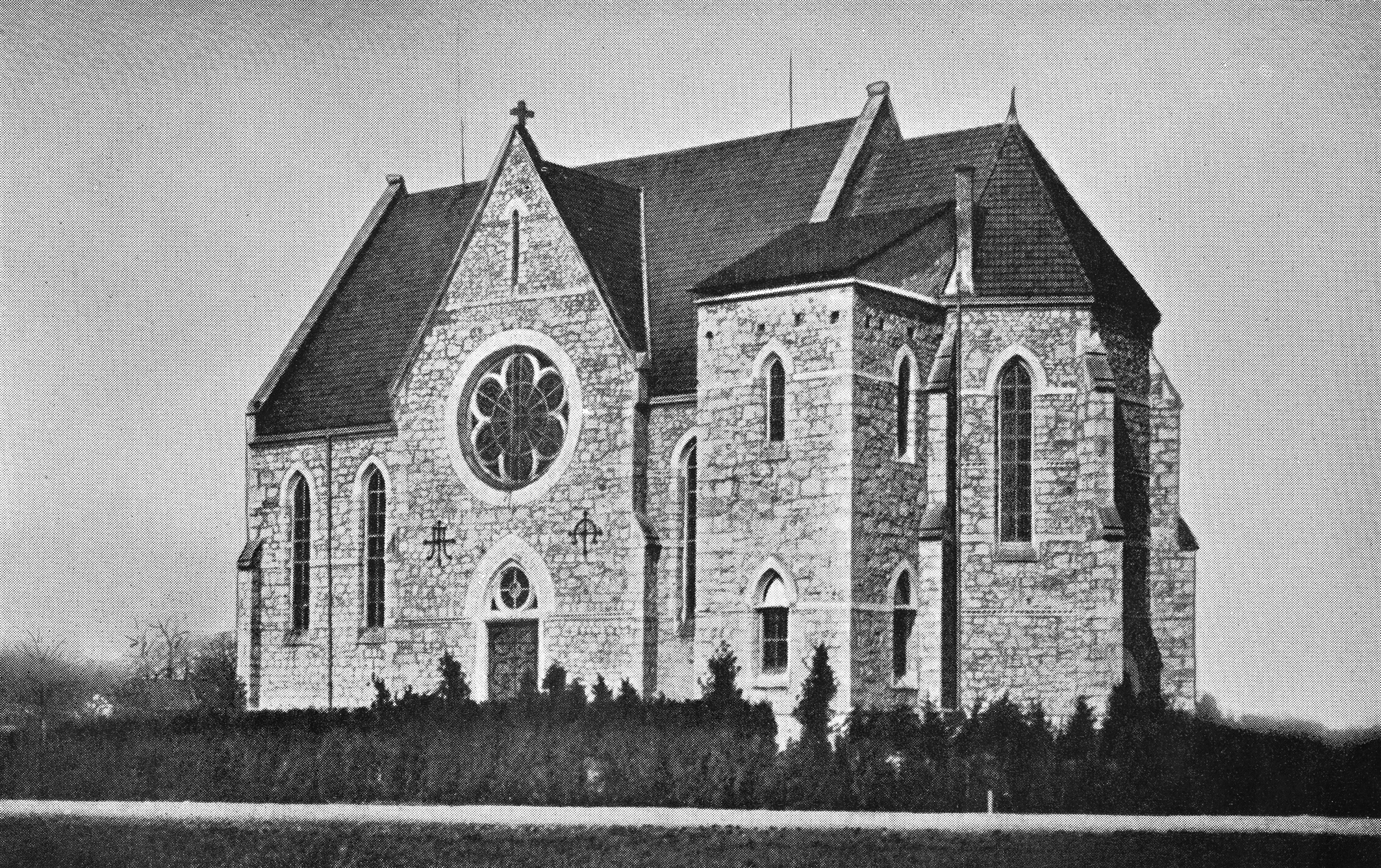
Kirche Herz Jesu, Zustand um 1893

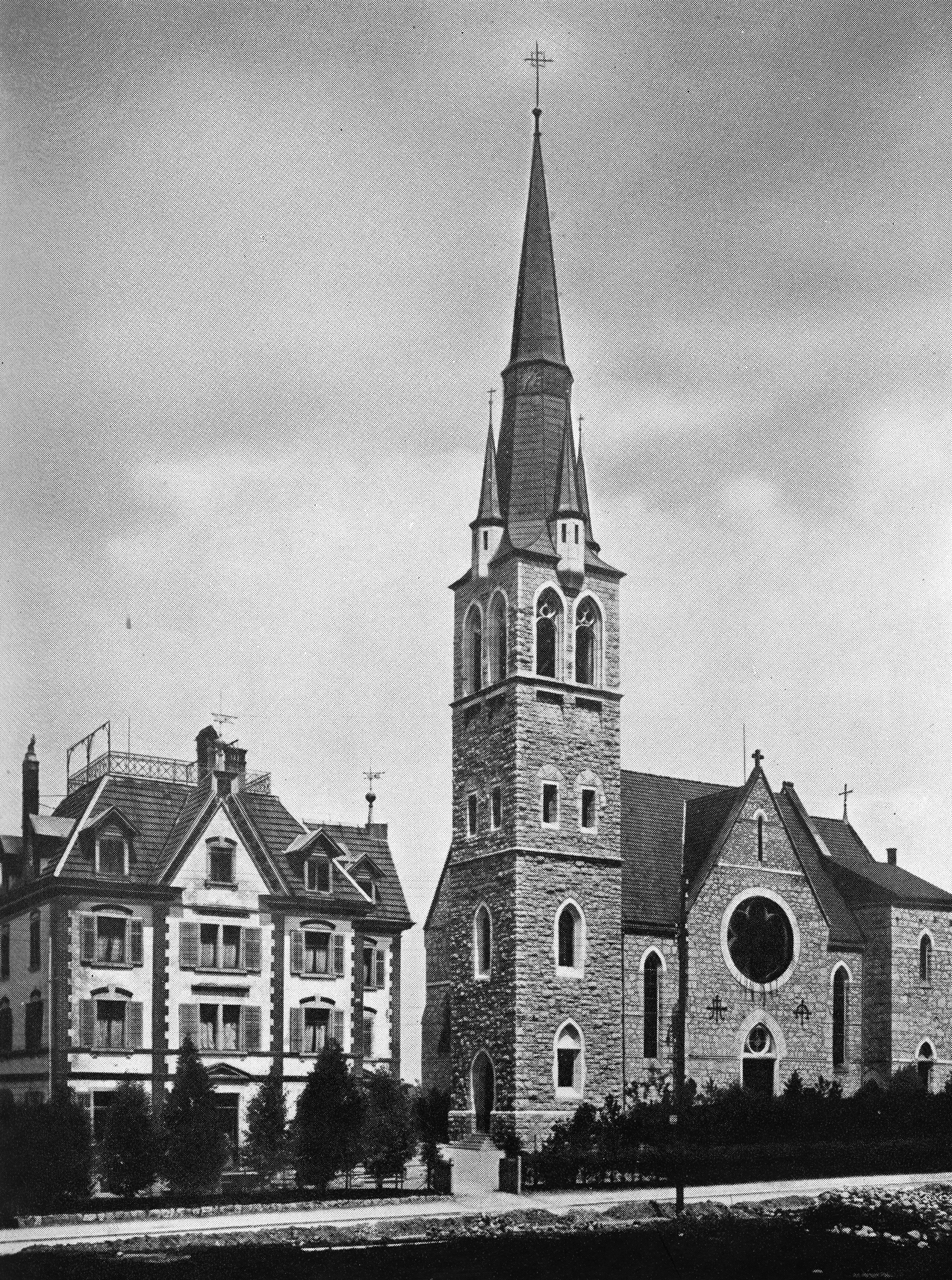
Kirche Herz Jesu mit Pfarrhaus, Foto zwischen 1909 und 1944

Die Kirche Herz Jesu ist die römisch-katholische Pfarrkirche des Zürcher Stadtteils Oerlikon. Zeitgleich mit der Liebfrauenkirche Unterstrass erbaut, aber ein Jahr früher als diese fertiggestellt, ist die Kirche Herz Jesu Oerlikon nach der Kirche St. Peter und Paul in Aussersihl das zweite katholische Gotteshaus, das nach der Reformation in der Stadt Zürich erbaut wurde.

## Geschichte
Durch den Bau der Eisenbahnstrecke von 1856, die Zürich mit der Ostschweiz und Süddeutschland verbindet, wurde Oerlikon für die Industrie und das Gewerbe interessant. Die entstehende Grossindustrie zog auch etliche Arbeiter und ihre Familien aus katholischen Regionen nach Oerlikon, sodass bald der Wunsch entstand, in Oerlikon eine katholische Kirche zu bauen.
Am 2. November 1890 fand im damaligen Tanzsaal des Hotels Zum Sternen der erste katholische Gottesdienst in Oerlikon seit der Reformation statt. 1891 konnte an der Schwamendingerstrasse der Baugrund der heutigen Kirche gekauft werden. Am Herz-Jesu-Fest, am 1. Juli 1892, segnete der Bischof von Chur, Johannes Fidelis Battaglia, den Grundstein der Kirche. Diese wurde nach den Plänen des Architekten August Hardegger (1858–1927), der auch die Liebfrauenkirche entworfen hatte, erbaut. Am 11. Juni 1893 konnte der Neubau eingesegnet werden. Per Dekret wurde Herz Jesu Oerlikon auf den 1. Januar 1894 von der Pfarrei Liebfrauen abgetrennt und zur Pfarrei erhoben.
In den Jahren nach 1894 gehörten auch noch weitere 28 Gemeinden und Weiler zur Herz Jesu Kirche, von Buchs im Furttal bis Nieder-Schwerzenbach, von Effretikon bis zum Strickhof, der damals noch zum Stadtzürcher Kreis 4 (Aussersihl) gehörte. In den folgenden Jahren wurden folgende Pfarreien von Herz Jesu Oerlikon abgetrennt und zu eigenen Pfarreien ernannt: Im Jahr 1902 Maria Frieden Dübendorf (mit Wallisellen, Dietlikon und Brüttisellen), 1933 St. Katharina Affoltern (mit Regensdorf, Buchs und Watt), 1935 Maria Lourdes Seebach (mit Glattbrugg, Kloten und Rümlang) und 1950 St. Gallus Schwamendingen.
In den Jahren 1894/1895 wurde das erste Pfarrhaus nach Plänen der Architekten Chiodera und Tschudy unmittelbar südwestlich der Kirche erbaut.
Unter der Leitung des Architekten Anton Fritz Scotoni-Eichmüller (1880–1932) wurde in den Jahren 1907 bis 1909 der Kirchbau vollendet. Dabei erstellte man auch den Kirchturm, stattete die Kirche mit einem Hochaltar aus und liess eine erste Orgel erbauen. Das Gotteshaus wurde im Jahr 1909 durch den Churer Bischof Georgius Schmid von Grüneck eingeweiht.
Weil die Kirche für die wachsende Gemeinde mit den Jahren zu klein und baufällig geworden war, stellte sich die Frage, ob man sie durch einen Neubau ersetzen sollte. Im Jahr 1937 entschied man sich, die Kirche umfassend instand zu setzen und zu verlängern. Wegen des Ausbruchs des Zweiten Weltkriegs mussten die Bauarbeiten jedoch aufgeschoben werden.
In den Jahren 1944 bis 1946 erfolgte dann die nötige Instandsetzung, indem man mittels Zement-Injektionen das Fundament und die Mauern stabilisierte. Danach wurde die bisherige Sakristei auf der Südseite durch einen zweiten gleich grossen Raum an der Nordseite ergänzt und durch einen niedrigeren, geschlossenen Chorumgang verbunden. Um genug Raum für die Gottesdienstbesucher zu schaffen, wurde die Kirche zudem um vierzehn Meter verlängert sowie am westlichen Ende eine Taufkapelle angebaut. Des Weiteren gestaltete Architekt Joseph Steiner die beiden Risalite mit den Seiteneingängen neu, indem er an Stelle der bisherigen Rosettenfenster dreiteilige Spitzbogenfenster einbaute. Als Abschluss erfolgte der Umbau des Chores: In das bisher fensterlose Frontsegment wurde ein weiteres Chorfenster eingebaut. Die neu eingebauten Glasfenster und die Sgraffitos an den Wänden stammten von August Wanner. Die Instandsetzung und Erweiterung der Kirche zwischen 1937 und 1947 erfolgten unter der Leitung von Architekt Joseph Steiner.

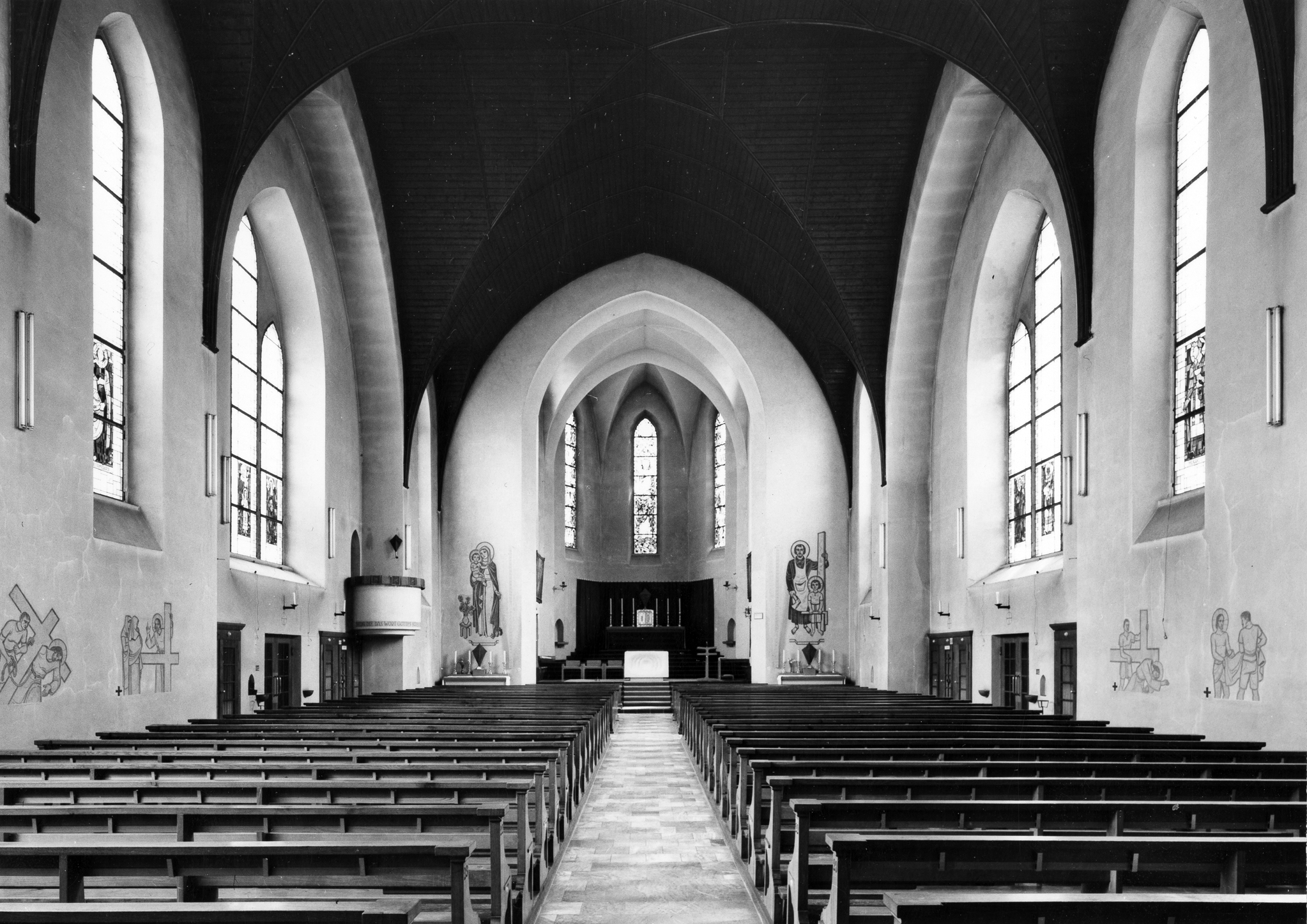
Innenansicht 1971–2003

In den Jahren 1954 bis 1957 errichtete Architekt Fritz Metzger ein neues dreigeschossiges Pfarrhaus, welches den Vorgängerbau von 1895 ersetzte, sowie den Pfarreisaal, Vereinslokale und den Kindergarten. Am 22. April 1956 wurden diese Gebäude von Benno Gut, dem Abt von Einsiedeln eingeweiht. 1963 wurde der Kirchturm durch Hans Steiner-Lanfranconi renoviert. Hierbei erhielt er auch die Turmuhr und ein neues Turmkreuz sowie seine heutigen Glocken.
1971 erhielt die Kirche einen neu geschaffenen Volksaltar. 1984 wurde die Kirche aussen und innen durch die Architekten Hans und Hanspeter Steiner saniert. Dabei wurden auch die heutige Holzdecke sowie die neuen Kirchbänke eingebaut. Bei dieser Renovation wurde auch der Altarraum neu gestaltet. Die Wandgemälde im Chor und der Kreuzweg wurden von Willy Helbling (1920–2015), Brugg im Jahre 1985 ausgeführt. Am 16. März 1985 weihte Bischof Johannes Vonderach die neu gestaltete Kirche ein.
Bei einer weiteren Innenrenovation durch die Architekten Hans und Hanspeter Steiner wurden 2003 der Chor erweitert und der Altarraum neu konzipiert. Hierbei wurden die Wandgemälde im Chor übermalt, der Kreuzweg blieb dagegen erhalten. Am 16. November 2003 weihte Bischof Amédée Grab die neu gestaltete Kirche ein.
Gleichzeitig wurde die Taufkapelle unter der Orgelempore in eine Marienkapelle umgewandelt. Diese wurde am 16. März 2003 durch Bischof Amédée Grab eingesegnet.
Die Pfarrei Herz Jesu Oerlikon ist mit ihren 5'949 Mitgliedern (Stand 2021) eine der grösseren römisch-katholischen Kirchgemeinden der Stadt Zürich.

## Baubeschreibung
Herz Jesu Oerlikon ist nach St. Peter und Paul (Aussersihl) die zweite katholische Kirche, welche in der Stadt Zürich im neugotischen Stil erbaut wurde. Im Gegensatz zu St. Peter und Paul – bei der Elemente der französischen Kathedral- und der deutschen Bettelorden-Gotik aufgenommen wurden – verbindet sich in der Herz Jesu Kirche die Neugotik mit dem Heimatstil.
Rainald Fischer beschreibt die Architektur der Kirche wie folgt: „Die wuchtigen unverputzten Aussenmauern, die kubische Gliederung in Längsschiff, Querschiff und abgesetztes Chor und der ragende Turm von 1907, der mit seinen vier Erker-Türmchen an mittelalterliche Stadttore gemahnt…, geben dem Bau etwas Bodenständiges, Altvertrautes. Typisch für die Zeit der armen Kirche [war, dass das heute mit Holz verkleidete]… Gewölbe in Gips ausgeführt [war]. Die Längsrichtung herrscht hier vor, da das Querschiff innen nicht in Erscheinung tritt, die ruhigen Rhythmen der Kreuzgewölbe und der gestuften Dreiergruppen bei den Fenstern prägen den Innenraum.“

### Kirchturm und Glocken

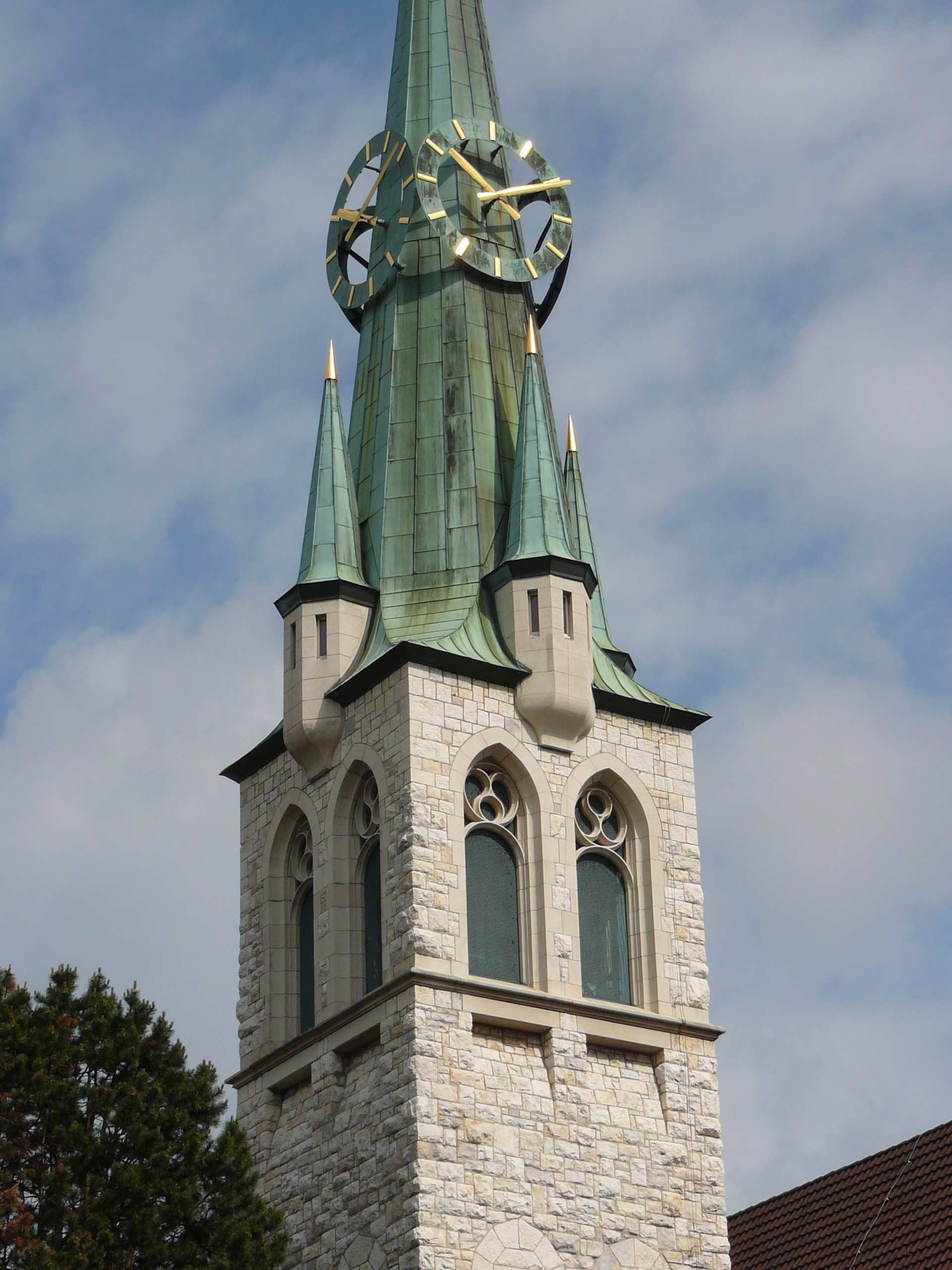
Der Kirchturm

Bei der Einweihung der Kirche im Jahr 1893 hatte man bereits den Unterbau eines Turms an der südöstlichen Ecke der Kirche erstellt. Dieser wurde von Fachleuten jedoch als zu wenig tragfähig beurteilt. Aus Kostengründen erfolgte der Bau des heutigen Kirchturms erst 14 Jahre später und auch an einem anderen Ort als ursprünglich geplant, nämlich an der Südwestecke der Kirche. Der 1907 erbaute Turm besitzt ein Fundament von 6 × 6 Metern und erhielt noch im Jahr seiner Erbauung sein erstes Geläute. Das Gewicht aller Glocken betrug 3'255 kg und wurde von den Gebrüdern Gassmayer, Feldkirch geschaffen.
| Nummer | Ton | Widmung     |
| ------ | --- | ----------- |
| 1      | e   | Herz Jesu   |
| 2      | fis | Maria       |
| 3      | gis | St. Josef   |
| 4      | h   | Schutzengel |
| 5      | cis | St. Gallus  |

Das erste Geläute der Kirche Herz Jesu hatte den Nachteil, dass es nicht im Einklang mit der nahe gelegenen reformierten Kirche Oerlikon ertönte. Deshalb wurde bei der Sanierung des Turms im Jahr 1963 neben der Turmuhr auch ein neues Geläute angeschafft.
In Erding bei München wurden die fünf neuen Glocken durch die Glockengiesserei Carl Czudnochowsky am 19. August 1963 gegossen, wobei die Marienglocke nachgegossen werden musste, da die erste bei der Probe keinen Widerhall von sich gab. Abt-Primas Benno Gut, der frühere Abt von Einsiedeln, reiste aus Rom an, um die Glocken zu segnen. Für das neue Geläut waren die alten Glocken e und fis eingeschmolzen worden, währenddem die kleineren Glocken gis, h und cis der Diaspora-Pfarrei Seewis im Prättigau geschenkt wurden.
| Nummer | Gewicht | Ton | Widmung              |
| ------ | ------- | --- | -------------------- |
| 1      | 4170 kg | As  | Herz-Jesu            |
| 2      | 2116 kg | c   | Maria von Einsiedeln |
| 3      | 1180 kg | es  | Hl. Fridolin         |
| 4      | 852 kg  | c   | Hl. Josef            |
| 5      | 570 kg  | as  | Hl. Schutzengel      |

## Ausstattung
Seit der Innenrenovation der Kirche im Jahr 2003 zeigt sich die Kirche im heutigen Zustand. Der Künstler Josef Caminada, Zürich entwarf das Konzept für die Umgestaltung des Chores. Er erweiterte den Chorbereich und stattete ihn mit neuem liturgischem Mobiliar unter Verwendung des alten Altarsteins aus. Josef Caminada arbeitete hierbei zusammen mit dem Bildhauer Thomas Erler, der die Steinarbeiten schuf.
Der weisse Marmor aus dem alten Altar symbolisiert beim neuen Altar das gesprengte Grab Christi nach der Auferstehung. Darüber steht der Mahlstisch aus Serpentingestein, um den sich die Gemeinde versammelt. Der Taufstein besteht wie der Altar aus weissem Marmor und Sepentingestein. Die Kreuzform des Taufsteins soll das Geheimnis des Todes und der Auferstehung Christi bewusst machen. Der Tabernakel steht etwas erhöht im Chorabschluss, über dem das Ewige Licht angebracht ist und in seiner schwebenden Aufhängung an eine Friedenstaube erinnern soll. Der älteste Teil der heutigen Kirchenausstattung sind die 1946 eingebauten Bleiglasfenster von August Wanner. Die Fenster im Chor zeigen Szenen aus dem Alten und Neuen Testament. Die Fenster im Längsschiff enthalten Darstellungen von Heiligen.
Das Marienplastik in der 2003 neu eingerichteten Marienkapelle stammt vom Bildhauer und Holzschnitzer Peter Kostner, St. Ulrich (Südtirol). Das Besondere an ihr ist, dass sie eine heutige Maria darstellt – eine Frau, die in unserer Zeit etwas zu sagen hat.
Im Eingangsbereich der Kirche steht eine St. Antonius-Statue, welche von Ruth Schaumann, München geschaffen wurde und sich seit 1951 in der Kirche befindet.

### Orgel

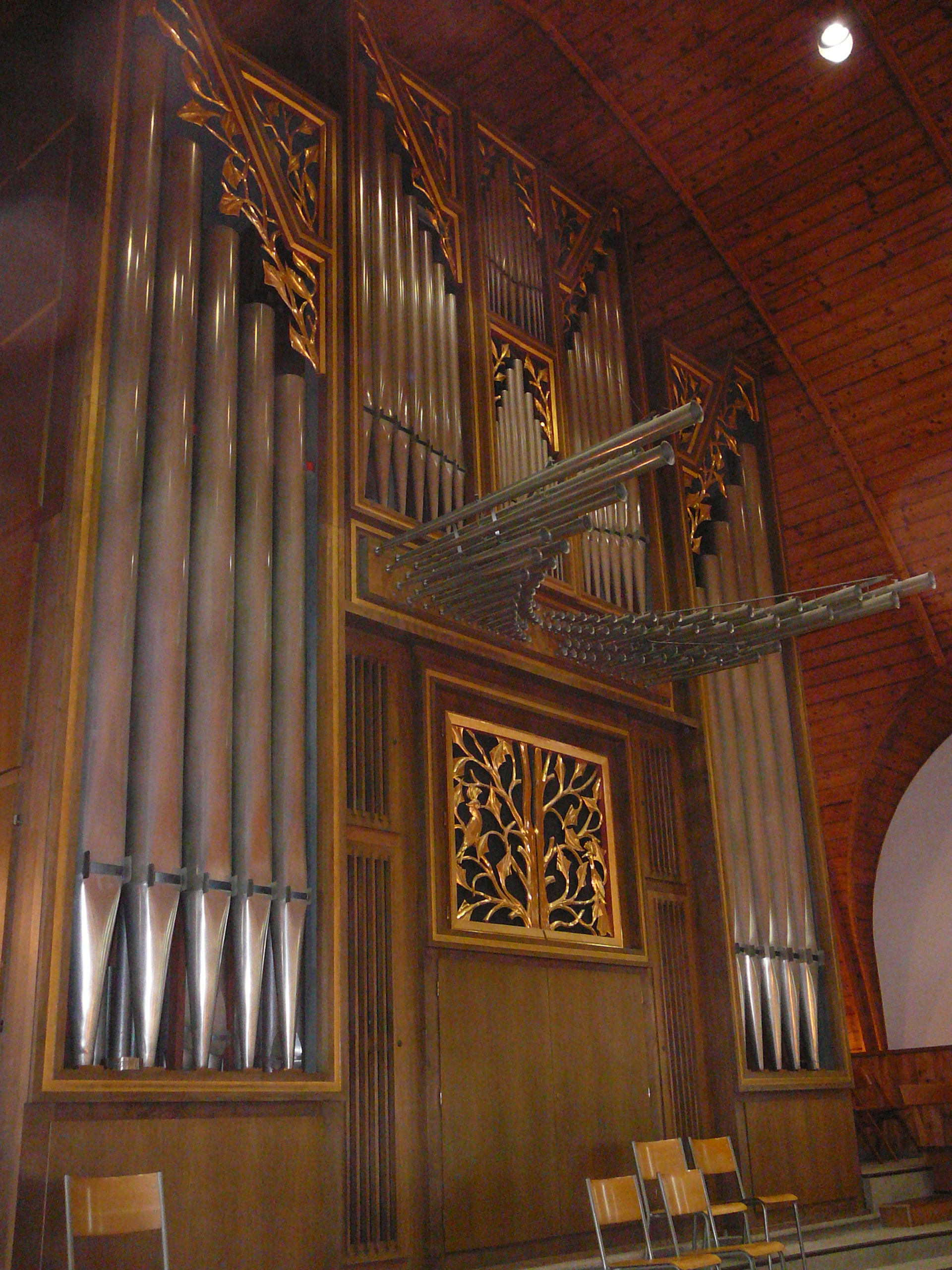
Kögler-Orgel

1909 konnte eine erste Orgel für die Kirche gekauft werden. Es war dies ein Instrument mit 22 Registern, erbaut von den Gebrüder Mayer, Orgelbauer in Buchs und Feldkirch. Als sich im Jahr 1935 die Möglichkeit ergab, die bisherige Orgel der reformierten Kirche Oerlikon günstig zu erwerben, wurde die eigene erste Orgel der Seebacher Tochterpfarrei für ihre neu erbaute Kirche Maria Lourdes geschenkt. Dort fand dieses Instrument bis ins Jahr 1951 Verwendung.
Die zweite Orgel, welche aus der reformierten Kirche Oerlikon übernommen worden war, besass 34 Register und tat ihren Dienst bis ins Jahr 1969.
Die heutige Orgel stammt aus der Oberösterreichischen Orgelbauanstalt St. Florian bei Linz (heute Orgelbau Kögler, St. Florian). Sie besitzt drei Manuale und ein Pedal mit 39 Registern und Tremulant. Am 14. Dezember 1969 wurde sie vom Bischof von St. Gallen, Joseph Hasler, eingeweiht. Im Jahr 2000 wurde sie von Orgelbau Kuhn, Männedorf, umgebaut und neu disponiert. Pater Ambros Koch, Einsiedeln und Fischingen, hatte hierbei die Beratung inne und entwarf die neue Disposition.
Disposition der Orgel:
| Hauptwerk C–g3      |       |
| Bourdon             | 16′   |
| Prinzipal           | 8′    |
| Rohrflöte           | 8′    |
| Spitzgambe          | 8′    |
| Oktav               | 4′    |
| Spitzflöte          | 4'    |
| Quinte              | 2 ⁄3′ |
| Prinzipal           | 2′    |
| Mixtur IV–V         | 2′    |
| Trompete            | 8′    |
| Trompete horizontal | 8′    |
| Clairon horizontal  | 4′    |

| Brustwerk C–g3 |        |
| Koppel         | 8′     |
| Rohrflöte      | 4′     |
| Flachflöte     | 2′     |
| Nazard         | 2 ⁄3′  |
| Terz           | 1 3⁄5′ |
| Zimbel IV      | 1′     |
| Dulziana       | 8′     |

| Schwellwerk C–g3    |                |
| Quintade            | 16′            |
| Prinzipal           | 8′             |
| Gambe               | 8′             |
| Voix céleste        | 8′             |
| Oktav               | 4′             |
| Traversflöte        | 4′             |
| Sesquialter         | 2 ⁄3′ + 1 3⁄5′ |
| Superoktav          | 2′             |
| Kleingedackt        | 2′             |
| Mixtur V            | 1 ⁄3′          |
| Fagott              | 16′            |
| Trompete harmonique | 8′             |
| Oboe                | 8′             |
| Tremulant           |                |

| Pedalwerk C–f1 |       |
| Prinzipal      | 16′   |
| Subbass        | 16′   |
| Oktavbass      | 8′    |
| Gedacktbass    | 8′    |
| Choralbass     | 4′    |
| Mixtur III     | 2 ⁄3′ |
| Posaune        | 16′   |
| Trompete       | 8′    |

- mechanische Spieltraktur, elektrische Registratur mit elektronischer Setzerkombination MP 92 von Otto Heuss

## Würdigung
Michael Hanak würdigt die Kirche Herz Jesu wie folgt:

„August Hardegger […] schuf eine in der Konzeption einfache, stringente Kirche im Stil des Historismus […] Während der umfassenden Renovation, die Josef Steiner in den Jahren von 1937 bis 1947 durchführte, wurde einige ästhetisch eingreifende Veränderungen vorgenommen […] Mit der Neugestaltung der Fassaden […] wandelte sich das ursprüngliche Erscheinungsbild von August Hardeggers Kirchenbau massgeblich. Die historischen Gestaltungselemente von Hardeggers Kirche verbanden sich mit dem Heimatstil von Josef Steiner Architektursprache […] Von Fritz Metzger stammen alle die Kirche umgebenden Pfarreigebäude, die die spröde Einfachheit und zugleich partielle Feingliedrigkeit der Nachkriegsmoderne bezeugen.“

## Bilder

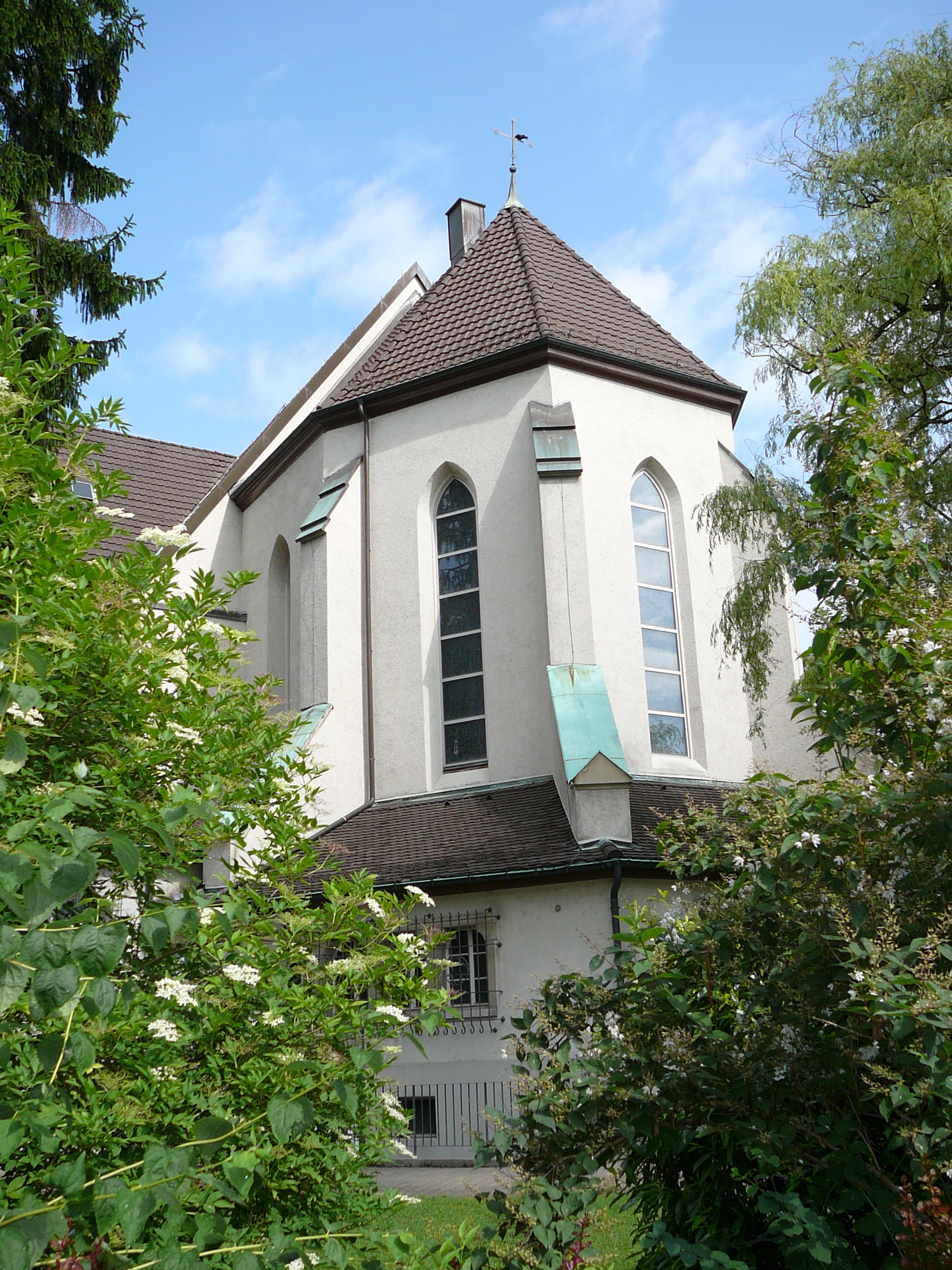
Der Chor von aussen
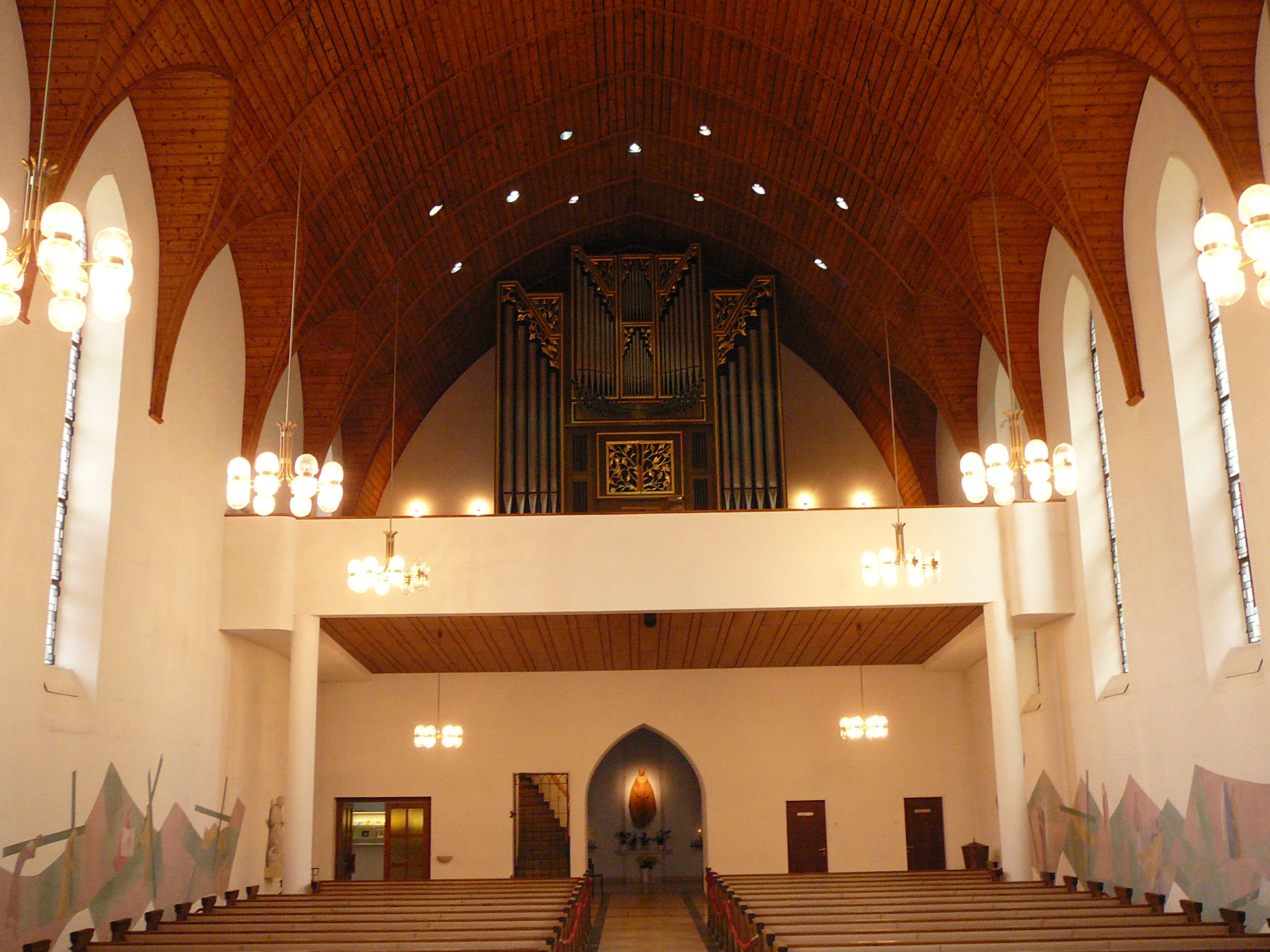
Blick zur Orgel
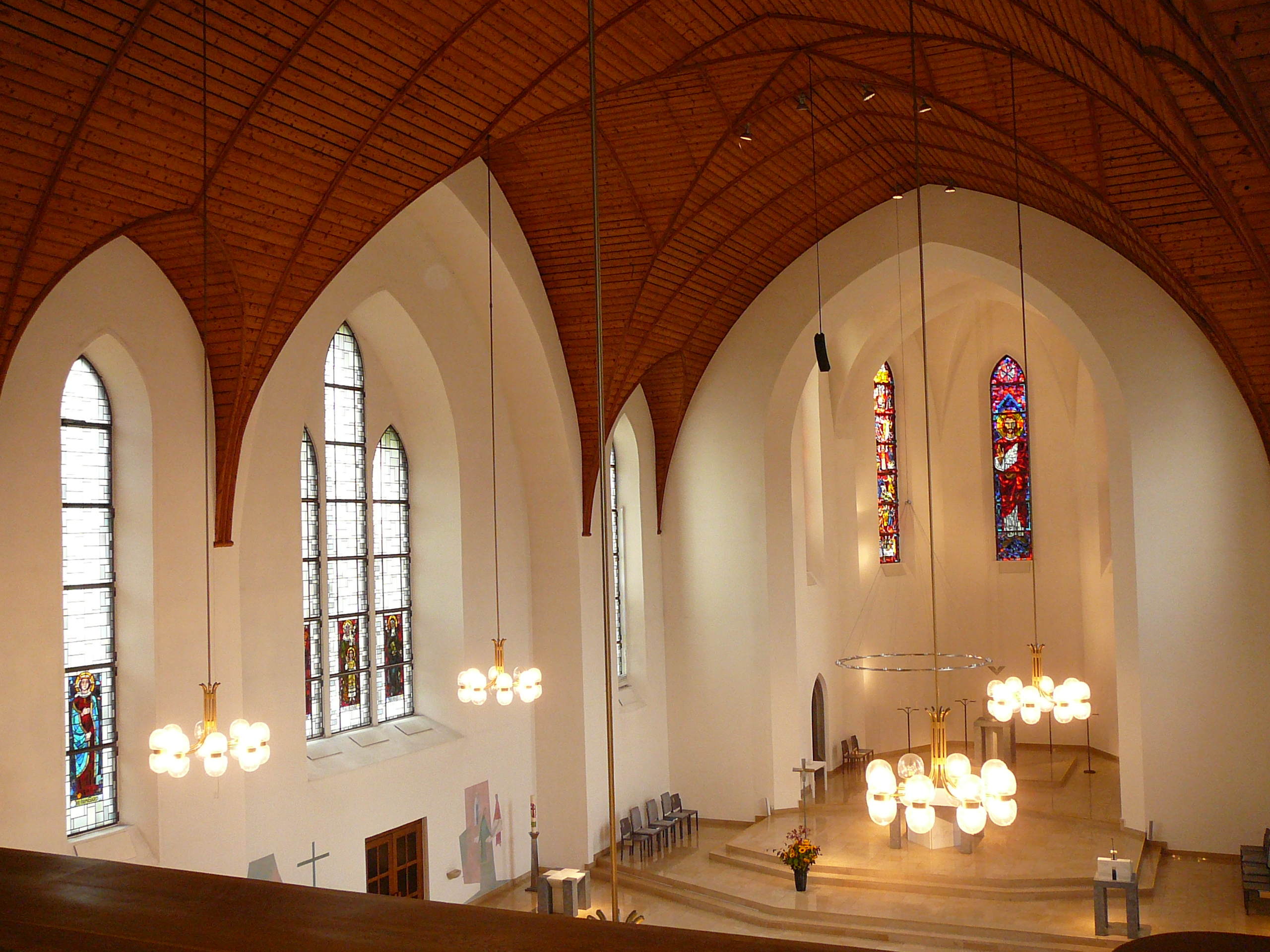
Blick von Orgelempore ins Kirchenschiff